# パーソルホールディングス
パーソルホールディングス株式会社（英: PERSOL HOLDINGS CO., LTD.）は、東京都港区に本社を置く労働者派遣、人材紹介、求人広告など、国内およびアジアパシフィックエリアで総合人材サービスを提供する事業会社を統括する持株会社。
2008年10月1日、テンプスタッフ（現・パーソルテンプスタッフ）の株式移転により、持株会社として設立された。ブランド名の「PERSOL」も参照。
みどり会の会員企業であり三和グループに属している。

## 沿革
- 1973年5月 - 篠原欣子がテンプスタッフ株式会社（現:パーソルテンプスタッフ株式会社）設立。
- 2006年3月 - 東京証券取引所市場第一部上場。
- 2008年（平成20年）10月1日 - ピープルスタッフ株式会社（本社:名古屋）と経営統合し、テンプホールディングス株式会社設立。
- 2009年（平成21年）
  - 3月 - 株式会社サポート・エーおよびテンプスタッフグロゥ株式会社の株式を取得し、連結子会社化（2018年、テンプスタッフグロゥ株式会社をパーソルテンプスタッフ株式会社に統合）。
  - 4月 - 子会社のピープルスタッフ株式会社の商号を、テンプスタッフ・ピープル株式会社に変更。
  - 5月 - 日本ドレーク・ビーム・モリン株式会社の株式を取得し、連結子会社化。
  - 7月 - 富士ゼロックスキャリアネット株式会社の株式を取得し、連結子会社化した上で、商号をテンプスタッフ・クロス株式会社に変更（2018年、パーソルテンプスタッフ株式会社に統合）。
  - 11月 - 株式会社日本テクシードをTOBにより連結子会社化。
- 2010年（平成22年）5月 - 米国の人材サービス会社ケリーサービス(Kelly Services, Inc.)と株式買取契約を締結し同社の株式を取得。
- 2011年（平成23年）8月 - 株式会社日本テクシードを株式交換により完全子会社化。これに先立ち株式会社日本テクシードはJASDAQ上場廃止。
- 2013年（平成25年）
  - 3月　‐ 株式会社インテリジェンスホールディングスの発行済株式及び新株予約権の全部を取得し子会社化することを発表[3][4][5]。
  - 4月 - インテリジェンスホールディングスの全株式を取得し子会社化[6]。
- 2015年（平成27年）10月 - 株式会社インテリジェンス（現・パーソルキャリア株式会社）が株式会社インテリジェンスホールディングスを吸収合併。
- 2016年（平成28年）
  - 4月 - 株式会社インテリジェンスビジネスソリューションズ[7]、株式会社フロンティアチャレンジ（現・パーソルチャレンジ株式会社）[8] の2社を子会社化。
  - 7月
    - 新グループブランドPERSOL(パーソル)導入。
    - アジア・パシフィック(APAC)地域における事業強化を目的として、Kelly Services, Inc.との合弁事業化契約に基づき、同社APAC地域子会社Kelly Services (Singapore) Pte. Ltd. と同社子会社16社を連結子会社化。
- 2017年（平成29年）
  - 2月17日 - 創業者名誉会長篠原欣子が最大2800万株を売却すると発表[9]。
  - 4月1日 - 子会社の株式会社日本テクシードが株式会社DRDを吸収合併し、パーソルR&D株式会社に商号変更[10][11]。
  - 7月1日 - パーソルホールディングス株式会社へ商号変更[12]。子会社のテンプスタッフ株式会社はパーソルテンプスタッフ株式会社へ、株式会社インテリジェンスはパーソルキャリア株式会社へ、株式会社インテリジェンスビジネスソリューションズはパーソルプロセス&テクノロジー株式会社へ、それぞれ商号変更[13][14]。
  - 10月 - オーストラリアのの人材サービス・メンテナンス会社のProgrammed Maintenance Services Limitedの株式を取得。
- 2018年（平成30年）3月19日 - プロ野球パシフィック・リーグ6球団との間で、2018年度のオフィシャルスポンサー契約を締結[15]。
- 2019年（平成31年）
  - 3月15日 - 2018年11月に本社機能を移転した「パーソル南青山ビル」内にオフィスを開設し、本格稼働を開始[16]。
  - 4月1日 - 新規事業に特化したイノベーション開発の役割を担う子会社として設立されたパーソルイノベーション株式会社が事業を開始し、同時に子会社のパーソルキャリア株式会社の社内カンパニーの一つであった「ミイダスカンパニー」をミイダス株式会社として法人化し、パーソルイノベーション株式会社の傘下とした[17]。
  - 5月8日 - グループ会社のパーソルプロセス&テクノロジー株式会社、パーソルテンプスタッフ株式会社、パーソルテクノロジースタッフ株式会社のRPA部門を集結し、ワンストップでRPAに関する全てのサービスを提供するブランド「パーソルのRPA」を開始[18]。
- 2022年
  - 2月 - APAC地域におけるビジネスをより積極的に展開するため、Kelly Services, Inc.が保有するPERSOLKELLY PTE. LTD.の株式を追加取得し、出資比率の引き上げ、また、業務資本提携の見直しにより、Kelly Services, Inc.との相互保有株式の持ち合いを解消。
  - 10月18日-シンガポールのグリンツを傘下にした[19]。

## 再就職支援に絡む問題
2016年（平成28年）2月22日、衆議院予算委員会で、厚生労働大臣が再就職支援のための国の助成金に絡みテンプホールディングス子会社（以下、テンプ社）が企業（王子ホールディングス）のリストラを支援していたことについて「趣旨に反する」と述べた。テンプ社は『貴社人員適正化施策実施のご提案―戦力入れ替えのお勧め』や『極秘』と記された研修資料を示し、「経営・面談担当が真に一枚岩になり、不退転の決意で目標の必達を図る」「業績回復基調の時こそ、退職金を割り増しするなどして円満な合意退職を進めることが有効｣と法律に触れない退職勧奨の方法を伝授していた。研修資料には2015年3月までの3年間実績で、大手企業など7社、計272人から退職の同意を得たとの記載があった。以前複数の大企業では、従業員を退職させるために「追い出し部屋」と呼ばれる部署へ移動させるなどの手法を使用したが、社会問題化し、違法とする裁判例もでた。代わって出てきたのは、個別に低評価（ローパフォーマー、略してローパー）の従業員（ローパー社員）を呼び出して退職を促すやり方であり、テンプ社が「リストアップ方式」と呼ぶものである。社内外に非公表で進めるため、対象者が誰か分からず、社員同士で団結できない。誰にも相談できずに孤立するため、精神的に追い込まれやすいのである。ローパー社員の「心理ステージの変化」として、キューブラー・ロスのモデルを参考に挙げている。この言葉は、ドイツの女性精神科医が提唱した末期患者が死を受容するまでのプロセスを指す。(1)自分が死ぬはずはないと「否認」(2)なぜ自分がこんな目に遭うのかという「怒り」(3)神にもすがろうとする延命への「取引」(4)取引がムダと認識し、すべてに絶望を感じる「抑うつ」と4段階を経て、最終的に死を安らかに受け入れる「受容」にたどり着くとする学説で、「面談を重ねること＋事前キャリア相談を経験すること＋時間経過＝受容（決断）につながる」としている。テンプ社の関与は無料の事前コンサルティングで従業員が企業を退職後の再支援で利益をあげるしくみになっていた。

## パ・リーグの応援活動
2018年3月にプロ野球パシフィック・リーグ（パ・リーグ）と、2018年度のオフィシャルスポンサー契約を締結し、全6球団の各1試合ずつ（全6試合）の冠協賛や、公式ライブ動画配信サービス「パリーグTV」の冠スポンサーとなったほか、同年のクライマックスシリーズの冠スポンサーとなり、「2018 パーソル クライマックスシリーズ パ」として開催。
同年6月には野球解説者の里崎智也を起用した「パ・リーグ全員野球」篇のCM放映が行われ、同年5月には子会社のパーソルキャリアが運営する転職サービス「DODA（現・doda）」とパシフィックリーグマーケティングが共同で行うイベント「パ・リーグ キャリアフォーラム」、同年9月には子会社のパーソルキャリアが運営する「Data Ship」が主体となるイベント「パ・リーグ×パーソル ベースボール データハッカソン」、2019年3月にはグループ会社のベネッセi-キャリアが運営する「dodaキャンパス」が主体となるイベント「パーソル パ・リーグ大学 for dodaキャンパス」が順次開催された。
なお、2019年3月19日に2019年度のオフィシャルスポンサー契約を締結したことに伴い、冠協賛試合と「パリーグTV」及びクライマックスシリーズの冠スポンサーは2年目として継続実施されることとなった。
2023年シーズンより「パーソル　パシフィック・リーグ公式戦」の名称でパ・リーグ公式戦のタイトルパートナー（冠スポンサー）を務める。

## 主なスポンサー番組

### 現在放送中（2021年2月現在）
- 現在の提供番組はなし

### 過去の提供番組
複数社提供
- BACKSTAGE（2019年4月 - 2020年3月、CBCテレビ）

一社提供
- ゲンバビト（2018年4月 - 2019年3月、CBCテレビ）